# 징겐 (호엔트빌)역
징겐 (호헨트빌)역(Bahnhof Singen (Hohentwiel))은 독일 바덴뷔르템베르크주 남부의 징겐에 있는 철도 거점역이다. 과거에는 5개의 노선이 교차하는 역이었으며, 현재는 3개의 노선이 교차한다. 인터시티 열차의 정규 정차역이다. 자주 사용되는 약칭은 징겐(Hohentw), 징겐(Htw), 징겐역이다. 독일과 스위스의 국경역으로 기능하여 양국의 세관이 설치되어 있다.

## 노선
징겐역은 오펜부르크를 징겐과 잇는 슈바르츠발트선의 종착역이다. 호흐라인선은 바젤 바디셔역 및 콘스탄츠역과 연결된다. 1912년에 개통한 란덴선(Randenbahn)은 징겐에서 텡겐 방면으로 연결되며, 1966년에 영업을 중단한 후 폐선되었다. 스위스로 연결되는 에츠빌렌-징겐선은 보존 철도 노선으로 기능하고 있다.

## 역사

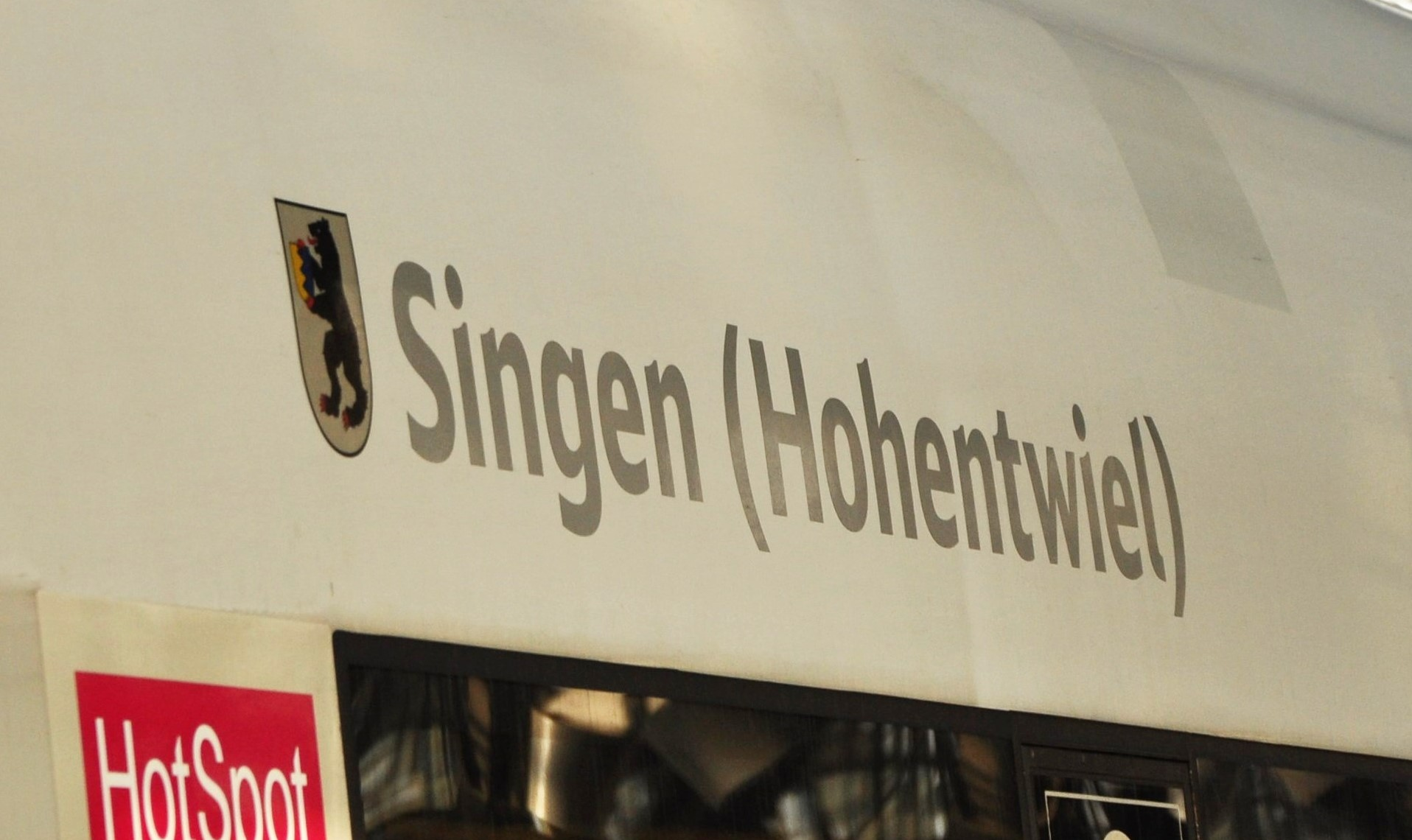
ICE 편성

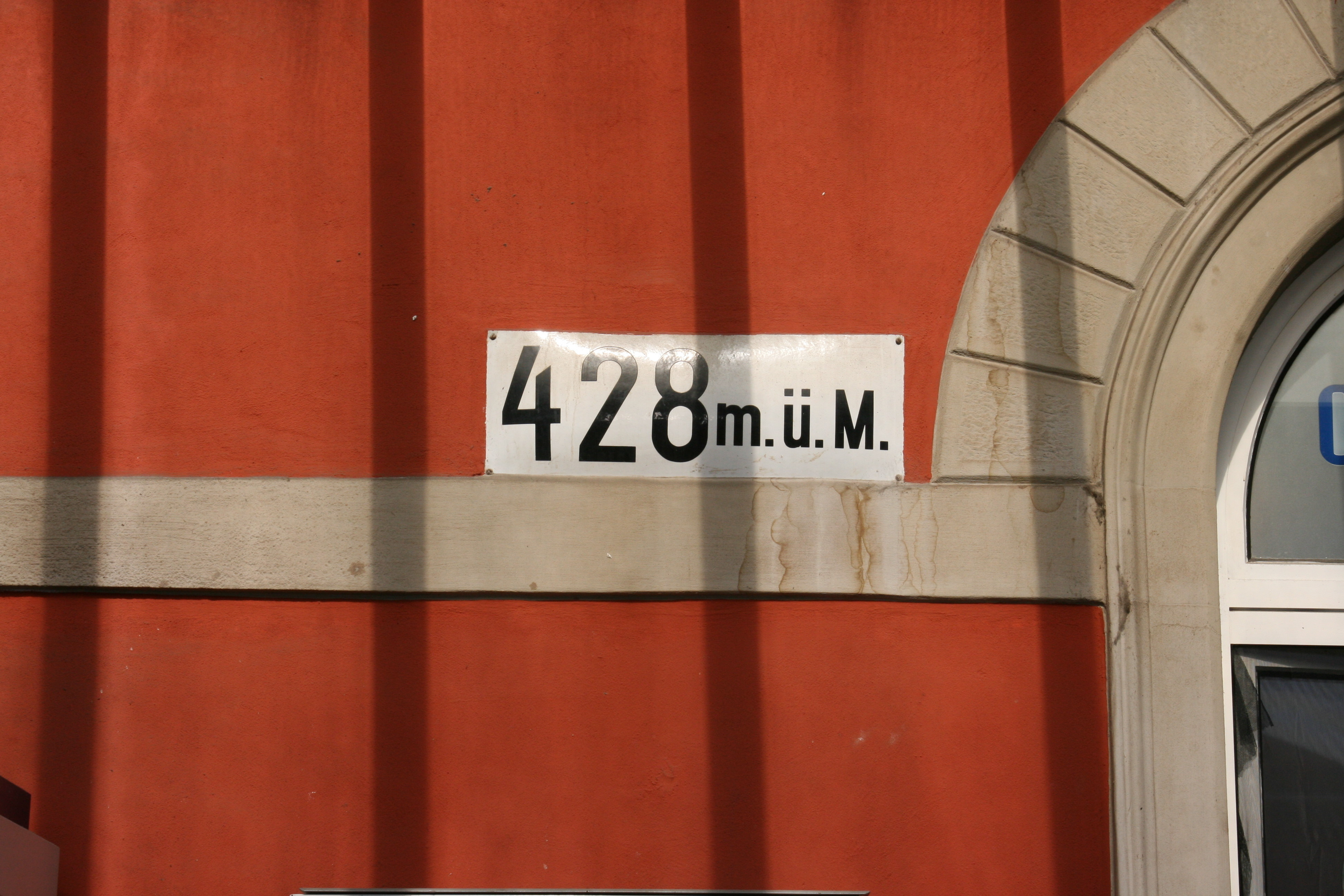
고도 표지

징겐은 철도 노선의 교차점이 되면서 농촌에서 산업도시로 발전했다. 바젤-콘스탄츠간 호흐라인선이 1863년에 완공되면서 징겐에 최초로 철도 노선이 건설되었다. 10년 후 슈바르츠발트선이 완공되면서 징겐에서 호흐라인선과 합류했다. 그 후 에츠빌렌 방면 노선이 개통했다.
징겐에서는 스위스와의 철도 연결을 통해서 스위스 기업의 독일 지사를 유치할 수 있었다. 징겐으로 연결된 통근 열차 노선을 통해서도 노동자를 모집할 수 있었다.
철도 그 자체는 징겐에서의 주요 고용주기도 했다. 최초로 건설된 역사는 견고한 구조로 다시 건설되었으며, 약간만 변경된 채로 오늘날까지 유지되고 있다. 공장과 직접 연결되며 선로 반대편에 있었던 화물역은 시간이 지나면서 처리 용량이 한계에 도달해서 1927년에 새로운 화물역이 건설되었다.
샤프하우젠-징겐 간 철도는 1989년에 전철화되었다.
2007년 6월 7일 ICE 3 315편성에 징겐 (호엔트빌)이라는 이름이 붙었다.

## 노선
1996년 헤가우 보덴제 교통조합(Verkehrsverbund Hegau-Bodensee, VHB)이 창립된 후 교통조합의 구역에 편입되었다. 2시간 간격으로 슈투트가르트에서 출발하여 징겐, 샤프하우젠을 경유하여 취리히로 운행하는 인터시티 열차가 정차한다. 독일에서는 IC/RE 87, 스위스에서는 IC 4 노선으로 분류되며 양 철도 회사의 노선이 교대로 운영한다. 일부 인터시티 열차는 콘스탄츠 방면으로 운행한다.
콘스탄츠에서 엠덴 방면으로 운행하는 IC 35 보덴제(Bodensee) 열차가 슈바르츠발트선을 경유하여 운행한다. 금요일과 토요일에는 보덴호 방면, 토요일과 일요일에는 그 역으로 운행한다.
함부르크 알토나역에서 출발한 IC 슈바르츠발트(Schwarzwald) 열차는 반대 방향으로는 슈트랄준트로 운행했으며, 슈바르츠발트선의 지역간 열차 오펜부르크에서 연계되어 2014년 12월까지 운행했다.

### 장거리 열차
| 노선        | 구간 | 배차 간격                                     | 운영사                               |
| ----------- | --- | --------------------------------------------- | ------------------------------------ |
| IC 4        | 취리히 – 샤프하우젠 – 징겐 | 60분                                          | DB 페른페어케어(샤프하우젠 이후 SBB) |
| IC 35       | 엠덴 – 뮌스터 – 뒤스부르크 – 쾰른 – 본 – 코블렌츠 – 만하임 – 카를스루에 – 오펜부르크 – 필링겐 (슈바르츠발트) – 징겐 (호엔트빌) – 라돌프첼 – 콘스탄츠                 | 주말 2편성                                    | DB 페른페어케어                      |
| ICE 26      | 함부르크 알토나 – 뤼네부르크 – 하노버 – 괴팅겐 – 기센 – 프랑크푸르트암마인 – 카를스루에 – 오펜부르크 – 필링겐 (슈바르츠발트) – 징겐 (호엔트빌) – 라돌프첼 – 콘스탄츠 | 2023년 5월 27일부터 9월 9일까지, 주말 전용    | DB 페른페어케어                      |
| IC 87/RE 87 | 슈투트가르트 – 호르브 – 로트바일 – 투틀링겐 – 징겐 (호엔트빌) (– 콘스탄츠)                                                                                           | 60분                                          | DB 페른페어케어                      |
| IC 87/RE 87 | 슈투트가르트 – 브루흐잘 – 카를스루에 – 오펜부르크 – 필링겐 (슈바르츠발트) – 징겐 (호엔트빌) – 콘스탄츠                                                               | 2023년 6월 3일부터 10월 26일까지, 부정기 운행 | DB 페른페어케어                      |

### 지역간 열차
IRE 및 RE 열차는 독일에서는 프리드리히스하펜, 카를스루에, 슈투트가르트, 바젤, 콘스탄츠, 울름 방면으로 연결된다. 스위스 방면으로는 징겐에서 샤프하우젠을 연결하며, 샤프하우젠에서 예슈테텐 방면 열차와 연계된다.
S-반과 같은 운송 서비스인 제하스(신화 속의 ‘호수 토끼’의 이름을 따서 명명됨)는 징겐을 다른 장소들 중에서도 엥겐 뿐만 아니라 라돌프첼, 콘스탄츠 및 콘스탄스 호수의 다른 지자체와 연결한다.
| 노선        | 구간 | 배차 간격        | 운영사                          |
| ----------- | --- | ---------------- | ------------------------------- |
| IRE 3       | 바젤 바디셔역 – 라인펠덴 (바덴) – 바트 제킹겐 – 발트스후트 – 샤프하우젠 – 징겐 (호엔트빌) (– 라돌프첼 – 프리드리히스하펜 슈타트 – 프리드리히스하펜 하펜) | 60/120분         | DB 레기오 바덴뷔르템베르크      |
| RE 2        | 카를스루에 – 바덴바덴 – 아헤른 – 오펜부르크 – 필링켄 (슈바르츠발트) – 징겐 (호엔트빌) – 라돌프첼 – 콘스탄츠                                              | 60분             | DB 레기오 바덴뷔르템베르크      |
| RE 4        | 슈투트가르트 – 뵈블링겐 – 헤렌베르크 – 오이팅겐 임 가우 – 호르브 – 로트바일 – 투틀링겐 – 징겐 (호엔트빌) – 라돌프첼 – 콘스탄츠                           | 주말 1편성       | DB 레기오 바덴뷔르템베르크      |
| RE 4/RE 14a | (슈투트가르트 – 뵈블링겐 – 헤렌베르크 – 오이팅겐 임 가우 – 호르브 – )로트바일 – 투틀링겐 – 징겐 (호엔트빌) – 라돌프첼 – 콘스탄츠                         | 주중 부정기 운행 | DB 레기오 바덴뷔르템베르크      |
| S 6         | 엥겐 – 뮐하우젠 바이 엥겐 – 징겐 (호엔트빌) – 라돌프첼 – 알렌스바흐 – 콘스탄츠                                                                           | 30분             | SBB GmbH                        |
| RB 31       | 징겐 (호엔트빌) – 라돌프첼 – 위버링겐 – 프리드리히스하펜 슈타트                                                                                          | 부정기 운행      | DB 레기오 바덴뷔르템베르크/SWEG |
| RB 33       | 샤프하우젠 – 타잉겐 – 고트마딩겐 – 징겐 (호엔트빌) | 30분             | SBB GmbH                        |

(2022년 기준)